# Cédric Moreau
Cédric Moreau est un comédien français né à Paris.

## Biographie
Il commence à l'âge de 5 ans avec Véronique Guillaud dans Roman rock à l'heure du thé, puis jouera avec elle dans deux autres pièces a 10 et 14 ans : Taxi et Végétal (jouées à Avignon, San Francisco et plusieurs villes de France).
En 1995, il rentre au Théâtre du Fil où il suit une formation jusqu'en 1999.

## Filmographie

### Cinéma
- 2015 : Apnée, de Jean-Christophe Meurisse
- 2020 : Oranges sanguines, de Jean-Christophe Meurisse
- 2022 : Maîtres d’armes, de Vincent Perez
- 2022 : L’Homme debout, de Florence Vignon
- 2024 : Le Million, de Grégoire Vigneron
- 2024 : French Lover, de Nina Rives
- 2025 : Ça va super, de Patrick Cassir

### Télévision
- 2018–2019 : Les Copains d’abord, de Denis Imbert
- 2019 : Derby Girl, de Nikola Lange
- 2019 : Fleabag, adaptation française par Jeanne Herry
- 2020 : Rebecca, de Didier Le Pêcheur
- 2020 : Les Petits Meurtres d’Agatha Christie, de Nicolas Picard-Dreyfus
- 2021 : Le Grand Restaurant
- 2022 : J’étais à ça (saison 1), de Zoé Bruneau
- 2023 : J’étais à ça (saison 2), de Zoé Bruneau
- 2023 : Les Pennacs, de Nicolas Picard-Dreyfus
- 2023 : Alexandra Ehle, de Méliane Marcaggi
- 2024 : Chamouxland
- 2024 : Scènes de ménages

### Théâtre
- 2024 : Ça va ça va, de Camille Chamoux – Bouffes Parisiens, Théâtre de l’Atelier
- 2024 : Carte blanche de Camille Chamoux, mise en scène de Cédric Moreau et Chloé Bailly
- 2024 : Festival d’Anjou
- 2023–2024 : La Femme n’existe plus, de Céline Fuhrer et Jean-Luc Fuhrer
- 2019 : La Troupe à Palmade s’amuse avec... – Théâtre de l’Œuvre
- 2018–2019 : Jusque dans vos bras, Les Chiens de Navarre – Théâtre des Bouffes du Nord, tournée
- 2016 : Les Danseurs ont apprécié la qualité du parquet, Les Chiens de Navarre – tournée
- 2015–2016 : Quand je pense qu’on va vieillir ensemble, Les Chiens de Navarre – tournée
- 2015 : Notes de cuisine, de Jean-Luc Vincent – Théâtre de la Loge
- 2014–2015 : Divina, de Nicolas Briançon – tournée
- 2014 : Jamais deux sans trois, de Jean-Luc Moreau – tournée
- 2014 : Les Flics, La Troupe à Palmade – Comédie de Paris, tournée
- 2013 : L’Entreprise, La Troupe à Palmade – Théâtre Tristan Bernard, tournée
- 2013 : Femme libérée, de Noémie Delattre – Théâtre Tristan Bernard
- 2012–2013 : George Dandin, mise en scène Étienne Durot – Théâtre 12
- 2012–2013 : Lady Oscar, mise en scène Éric Civanyan – tournée
- 2012–2013 : Une raclette, Les Chiens de Navarre – tournée
- 2011 : La Troupe à Palmade
- 2011 : Paris-Dallas, création collective – Festival d’Avignon
- 2011 : Un petit jeu sans conséquence – Petit Hébertot, Théâtre le Méry
- 2002–2010 : Notes de cuisine, de Jean-Luc Vincent – Festival Mises en Capsules
- 2002–2010 : Au bal de chiens, de Camille Cottin – Ciné 13
- 2002–2010 : Mais n’te promène donc pas toute nue, de Rodolphe Sand
- 2002–2010 : Grand Peur et Misères du IIIe Reich, de Franck Pendino – Théâtre du Soleil
- 2002–2010 : Manque, de Vincent Macaigne – Jeune Théâtre National
- 2002–2010 : Music-Hall, de Franck Pendino – Aktéon
- 2002–2010 : Mes meilleurs ennuis, de Guillaume Mélanie – Théâtre Edgar
- 2002–2010 : Les Européens, de Nathalie Garraud – Théâtre Mains d’Œuvres

### Mise en scène
- 2024 : Ça va ça va, de et avec Camille Chamoux – co-mise en scène avec Camille Chamoux
- 2015 : Un week-end sur deux et la moitié des vacances scolaires – Théâtre Edgar
- 2015 : Cousins comme cochons, La Troupe à Palmade – Comédie de Paris
- 2011 : Mythologies – Festival Mises en Capsules
- 2010 : Une humaine, avec Claire Nadeau – Festival Mises en Capsules

### Court métrage
- 2014 : Oups, de Avril Besson
- 2011 : Les Portes, de Avril Besson

### Autres
- Il a coécrit "Paris-Dallas".
- 2009-2016, avec notamment Delphine Baril, Anne-Elisabeth Blateau et Emmanuelle Michelet, aux ateliers de  Pierre Palmade.